# Carl Bernhard von Ende
Carl Bernhard von Ende (* 18. Juli 1741; † 3. Oktober 1807 in Merseburg) war ein kursächsischer Oberhofrichter, Kammerrat des Stifts Merseburg sowie Erb-, Lehn- und Gerichtsherr auf mehreren Rittergütern, darunter zunächst Salsitz, Guthmannshausen und später auf Roitzsch im sächsischen Amt Torgau.

## Leben
Carl Bernhard von Ende stammte aus dem meißnischen Adelsgeschlecht von Ende und war der Sohn des königlich-polnischen und kurfürstlich-sächsischen Geheimer Rates, Oberhofrichters, Direktors des Konsistoriums Leipzig sowie Rittergutsbesitzers Carl Gottlob von Ende (1700–1771).
Im Kurfürstentum Sachsen stieg Carl Bernhard von Ende nach dem im Jahre 1758 erfolgten Besuch des Pädagogiums der Franckeschen Stiftungen in Halle und dem daran anschließenden erfolgreichen Abschluss seines Jurastudiums an der Universität Leipzig zunächst als Kammerrat im Stift und Oberhofgerichtsassessor, zuletzt Oberhofrichter in Leipzig auf.
Das väterliche, im Jahre 1748 erworbene Rittergut Salsitz übernahm er nach dem Tod des Vaters. Daneben kaufte er am 15. August 1801 von Alexander Ferdinand von Erdmannsdorf dessen Rittergut Roitzsch bei Trossin.
Nach seinem 1807 in Merseburg erfolgten Tod wurde er im Familienbegräbnis in Niederbeuna beigesetzt.

## Familie
Am 24. Oktober 1776 heiratete Carl Bernhard von Ende Friederike Wilhelmine (1742–1818), die Tochter des kursächsischen Oberstleutnants Johann Christian Siegmund von Ploetz auf Ebersbach und der Christiane Wilhelmine geborene von Marschall aus dem Hause Altengottern.
Er hinterließ als Leibes- und Lehnserben Johann Friedrich August von Ende (* 4. November 1780) und Carl Heinrich Constantin (* 1. Juli 1784).